# 1217. grenadirski polk (Wehrmacht)
1217. grenadirski polk (izvirno nemško 1217. Grenadier-Regiment; kratica 1217. GR) je bil pehotni polk Heera v času druge svetovne vojne.

## Zgodovina
Polk je bil ustanovljen 25. oktobra 1944 kot sestavni del 462. pehotne divizije; uničen je bil novembra istega leta v bitki za Metz.